# L'erba dei vicini
L'erba dei vicini era un programma televisivo italiano di genere rotocalco, in onda in prima serata su Rai 3 tra il 2015 e il 2016, con la conduzione di Beppe Severgnini.  La trasmissione mette a confronto l'Italia con alcuni paesi europei ed extraeuropei su diversi temi. La prima edizione va in onda di lunedì, la seconda di venerdì e poi di giovedì (dalla quarta puntata). Il programma viene trasmesso dallo studio M1 del Centro produzione TV di via Mecenate a Milano.

## Edizioni e ascolti

### Prima edizione (2015)
| N. | Titolo                         | Data             | Telespettatori | Share | Ospiti |
| -- | ------------------------------ | ---------------- | -------------- | ----- | --- |
| 1  | Italia e Germania              | 9 novembre 2015  | 1.460.000      | 5,71% | Susanne Hoehn (responsabile a Bruxelles del Goethe Institut) Barbara Stefanelli, Michael Braun, Roberto Perotti (ex consulente del Governo per la spending review), Nancy Coppola, Rosanna Rocci, Giovanni Veronesi, Luzia Braun, Riccardo Montolivo, Enrico Brignano, Giovanni Trapattoni                                                  |
| 2  | Italia e Regno Unito           | 16 novembre 2015 | 1.247.000      | 5,04% | |
| 3  | Italia e Francia               | 23 novembre 2015 | 1.207.000      | 4,60% | |
| 4  | Italia e Spagna                | 30 novembre 2015 | 1.088.000      | 4,04% | |
| 5  | Italia e Scandinavia           | 7 dicembre 2015  | 1.204.000      | 4,26% | |
| 6  | Italia e Stati Uniti d'America | 14 dicembre 2015 | 1.156.000      | 4,49% | Gianrico Carofiglio, Alessio Vinci, Carlo Cracco, Lauren Evans, Gaia Pianigiani (giornalista corrispondente The New York Times), Claudio Severgnini, (presidente TAM - Tassisti Artigiani Milanesi), Russel Lewis, Stefano Nava, Jessica Polsky, Carlo Ratti, Diego Piacentini, vice presidente Amazon, Don Winslow (in collegamento video) |

### Seconda edizione (2016)
| N. | Titolo               | Data           | Telespettatori | Share | Ospiti |
| -- | -------------------- | -------------- | -------------- | ----- | --- |
| 1  | Italia e Russia      | 25 marzo 2016  | 837.000        | 3,66% | |
| 2  | Italia e Grecia      | 1º aprile 2016 | 627.000        | 2,52% | Fabrizio Gatti, Natascha Tsangarides (ricercatrice), Piero Angela, Mariachiara Monaco (archeologa), Stefania Chiale (giornalista), Micol Sarfatti (giornalista), Alessio Maurizi (conduttore radiofonico), Stelios Campanale (avvocato), Valerio Massimo Manfredi, Giuseppe Cederna, Emma Bonino in collegamento video, Vinicio Capossela |
| 3  | Italia e Paesi Bassi | 8 aprile 2016  | 882.000        | 3,62% | Giulia Innocenzi, Luca Pani, Duccio Caccioni (Centro Agroalimentare), Cecilia Stanghellini (agronoma), Irene Cetin (ginecologa), Francesca Bocus (psicologa), Massimo Cirri, Maarten Van Aalderen (giornalista e scrittore), Clarence Seedorf, Frans Timmermans in collegamento video, Kader Abdolah                                      |
| 4  | Italia e Israele     | 14 aprile 2016 | 692.000        | 2,78% | |
| 5  | Italia e Turchia     | 21 aprile 2016 | 478.000        | 1,86% | |
| 6  | Italia e Cina        | 28 aprile 2016 | 893.000        | 3,61% | |